# تاكيشي أوكي
تاكيشي أوكي مواليد 28 سبتمبر 1982 في تاكاساكي، غونما، اليابان، هو لاعب كرة قدم ياباني يلعب لنادي كاشيما أنتلرز ومنتخب اليابان لكرة القدم كلاعب وسط.

## المسيرة الاحترافية

### أندية لعب لها
- كاشيما أنتلرز

## روابط خارجية
- تاكيشي أوكي على موقع الاتحاد الدولي (مؤرشف)  (الإنجليزية)
- تاكيشي أوكي على موقع رابطة كرة القدم اليابانية للمحترفين (اليابانية)
- تاكيشي أوكي على موقع قاعدة بيانات كرة القدم.إي يو (الإنجليزية)
- تاكيشي أوكي على موقع ناشيونال فوتبول تيمز (الإنجليزية)
- تاكيشي أوكي على موقع Soccerway.com (الإنجليزية)
- تاكيشي أوكي على موقع عالم كرة القدم.نت (الإنجليزية)